# Pangutaram (Sulu)
Pangutaran est une île de l'archipel de Sulu située en mer de Sulu et une municipalité de la province de Sulu aux Philippines. Sa population était de 28 461 habitants au recensement de 2010. 
Elle est subdivisée en 16 barangays éparpillés sur le groupe d'îles de Pangutaran d'une superficie totale de 258 km2.